# Marmara serotinella
Marmara serotinella är en fjärilsart som beskrevs av August Busck 1915. Marmara serotinella ingår i släktet Marmara och familjen styltmalar. Inga underarter finns listade i Catalogue of Life.